# Dystanazja
Dystanazja – utrzymywanie pacjenta przy życiu dzięki koniecznemu i ciągłemu zastosowaniu środków nadzwyczajnych.
Pojęcie dystanazji odnosi się do sytuacji, w którym pacjent znajduje się w tak ciężkim stanie zdrowia, że niezastosowanie leczenia doprowadziłoby do jego śmierci. Co więcej, żaden sposób postępowania terapeutycznego, który można zakwalifikować jako środek zwyczajny, również nie zapewni choremu przeżycia. Umrze on, jeśli niezastosowane zostaną nadzwyczajne środki postępowania. Jednakże środki takie w rozpatrywanej sytuacji muszą być stosowane ciągle – zastosowanie ich nie ma go wyleczyć, nie prowadzi do stanu, w którym chory nabędzie zdolności do przeżycia bez nich – przy zaprzestaniu ich stosowania chory umrze.

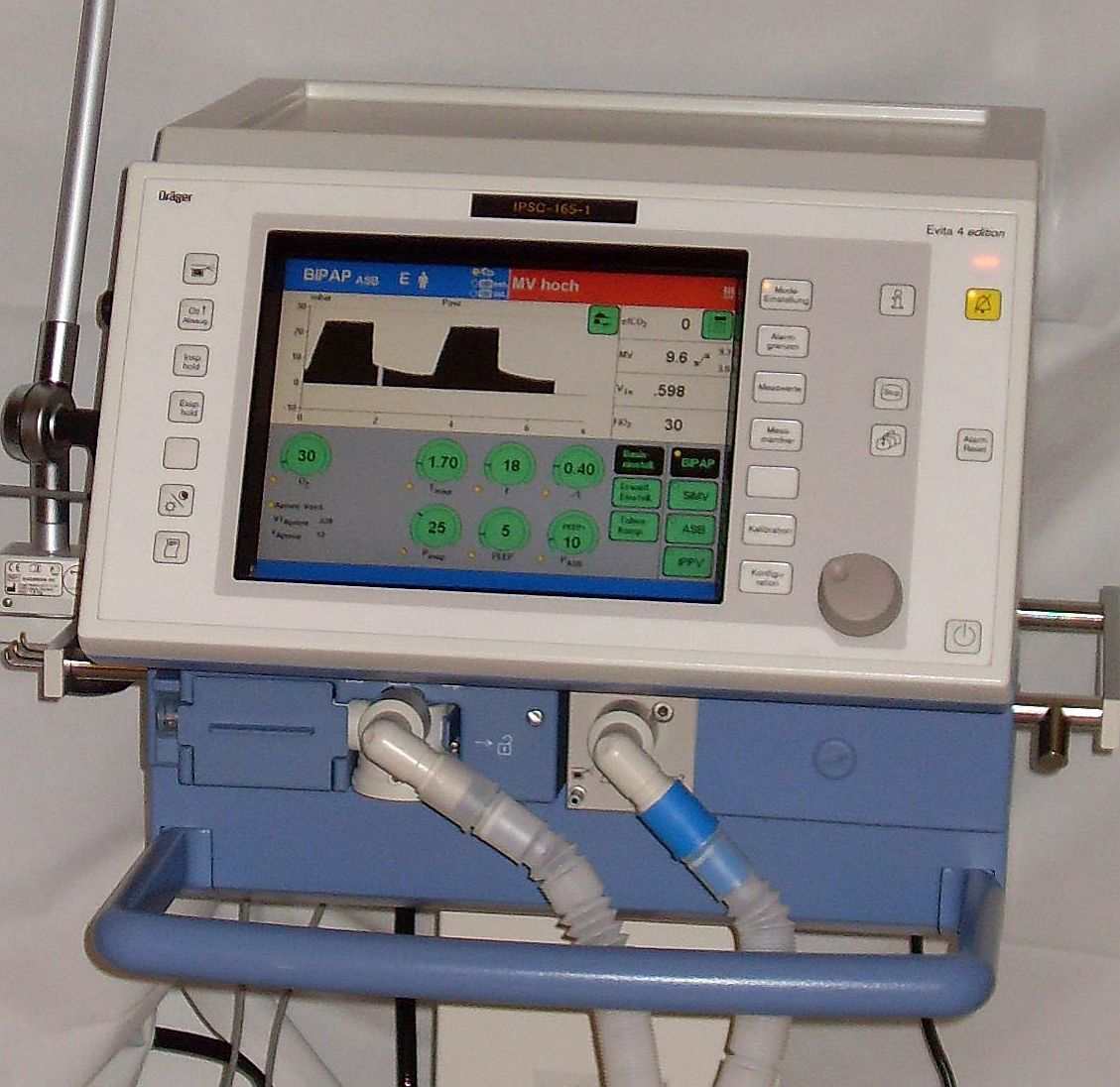
Dystanazja może być prowadzona przy użyciu respiratora

Przykład dystanazji stanowi podłączenie chorego w opisanym wyżej stanie do respiratora. Niekiedy bowiem zastosowanie terapii respiratorem nie może odnieść trwałego efektu leczniczego. Całe jego działanie sprowadza się przedłużenia tlącego się jeszcze w chorym życia.
Terapia umierającego pacjenta, który nie ma szans na poprawę stanu zdrowia, stanowi problem z punktu widzenia etyki lekarskiej. Zwolennicy dystanazji argumentują, że prowadzenie terapii mającej za zadanie jedynie przedłużenie życia chorego może sprawić, że dożyje on czasów, kiedy wynalezione zostanie nieznane jeszcze leczenie, które będzie w stanie mu pomóc. Przeciwnicy tego stanowiska zwracają uwagę na duże koszty dystanazji, którym żadne państwo ani żaden system ubezpieczeniowy nie jest w stanie podołać, a utrzymywane życie jest szczątkowe. Zwolennicy dystanazji nie uznają jednak argumentów opierających się na ekonomii.
Za wystarczające kryterium odłączenia urządzenia prowadzącego za pacjenta wymianę gazową stanowi śmierć pnia mózgu. Po jej stwierdzeniu pacjenta uznaje się za zmarłego – należy więc odłączyć wentylującą jego ciało aparaturę medyczną (wyjątek stanowią sytuacje, w których rozważa się pobranie ze zwłok narządów do przeszczepu). Na określenie tej czynności używa się terminów deanimacja bądź desuscytacja. Innym pojęciem jest ortotanazja – zaprzestanie stosowania środków nadzwyczajnych podtrzymujących jeszcze życie pacjenta – a więc w chwili, kiedy jest on jeszcze żywy. Skutkiem ortotanazji jest śmierć, podczas gdy desuscytacja następuje już po jego śmierci.
Do zwolenników ortotanazji należy Tadeusz Brzeziński, zastrzegając jednak, że każdy przypadek należy rozważyć indywidualnie i stosować nawet środki nadzwyczajne, o ile istnieje nieznaczna nawet szansa na poprawę stanu chorego.